# Podvrh (Chorwacja)
Podvrh – wieś w Chorwacji, w żupanii zagrzebskiej, w mieście Samobor. W 2011 roku liczyła 562 mieszkańców.